# كأس اليونان 1967–68
كأس اليونان 1967–68 (باليونانية: Κύπελλο Ελλάδας ποδοσφαίρου ανδρών 1967-68)‏ هو الموسم 26 من كأس اليونان. أشرف على تنظيمه الاتحاد الإغريقي لكرة القدم، وفاز فيه نادي أولمبياكوس.